# Guerres d'unification de Qin
Royaumes combattants
Les Guerres d'unification de Qin ont été une série de campagnes militaires lancées vers la fin du IIIe siècle av. J.-C. contre les autres Royaumes combattants — Han, Zhao, Yan, Wei, Chu et Qi — dans les territoires formant la Chine moderne. Lorsque les guerres prirent fin vers 221 av. J.-C., Qin avait unifié la plupart des États et occupé quelques terres au sud du Yangzi Jiang. Les territoires conquis par Qin, servirent de fondations à la dynastie Qin.

## Contexte historique

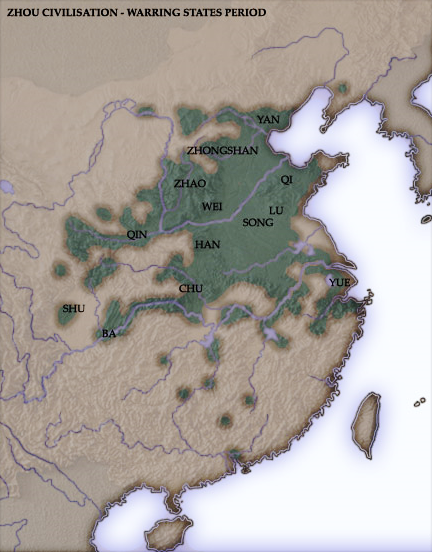
La Chine pendant la période des Royaumes combattants. Beaucoup de petits états comme Ba et Zhongshan avaient déjà été conquis avant le règne de Qin Shi Huang. Comme, Ba et Shu qui furent conquis par Qin, Zhongshan par Zhao, Lu par Chu et Song par Wei et Qi.

Au cours de la période des Royaumes combattants, Qin s'est développé jusqu'à devenir le plus puissant des Royaumes combattants. Qin Shi Huang accède au trône de Qin en 238 av. J.-C. après avoir éliminé ses rivaux politiques Lü Buwei et Lao Ai. Avec l'aide de Li Si, de Wei Liao (尉繚) et d'autres, Ying Zheng créa un plan pour conquérir les six autres grands royaumes et unifier la Chine. Le plan est basé sur Les 36 stratagèmes et consiste à annexer chaque royaume individuellement, en s'alliant à un royaume éloigné pour en attaquer un proche. Les étapes principales étaient : s'allier à Yan et Qi; retenir Wei et Chu; conquérir Han et Zhao.

## La conquête de Han
Han était le plus faible des sept royaumes et avait déjà subi de nombreuses attaques de Qin, ce qui l'avait encore plus affaibli. En 230 av. J.-C., une armée de Qin menée par le ministre de l'Intérieur Teng (內史騰) se déplaça vers le sud, traversa le fleuve Jaune et conquit Zheng (鄭; actuellement Xinzheng, Zhengzhou, Henan), la capitale de Han en l'espace d'une année. Le Roi An de Han se rendit et Han passa sous le contrôle de Qin. Le territoire Han fut réorganisé pour former la commanderie de Yingchuan de l'Empire Qin (潁川郡),  avec pour capitale Yangzhai (陽翟; actuellement Yuzhou, Xuchang, Henan).

## La conquête de Zhao
En 236 av. J.-C., alors que Zhao attaquait Yan, Qin a profité de cette opportunité pour envoyer deux forces séparées pour envahir Zhao. L'armée Qin menée par Wang Jian conquit les territoires Zhao de Eyu (閼與; actuellement Heshun, Jinzhong, Shanxi) et Liaoyang (撩陽; actuellement Zuoquan, Jinzhong, Shanxi), tandis que l'autre armée sous le commandement de Huan Yi (桓齮) et Yang Duanhe (楊端和) captura Ye (鄴; actuellement Xian de Ci, Handan, Hebei) et Anyang (安陽; actuellement Xian d’Anyang, Anyang, Henan). Zhao perdit neuf villes et sa force militaire fut réduite.
Deux ans plus tard, Qin planifia une attaque sur Han, mais craint que Zhao n'envoie du soutien à Han, il ordonna donc à Huan Yi de mener une armée et d'attaquer Pingyang (平陽; au sud-est de l'actuel Xian de Ci, Handan, Hebei) et Wucheng (武城; au sud-ouest de l'actuel Xian de Ci, Handan, Hebei) appartenant à Zhao. Plus de 100 000 hommes furent tués au cours de la bataille. L'armée Zhao fut vaincue et son commandant, Hu Zhe (扈輒), fut tué au combat. En 233 av. J.-C. l'armée de Huan Yi traversa les Monts Taihang et conquit les territoires Zhao de Chili (赤麗) et Yi'an (宜安), tous deux se trouvant au sud-est de l'actuelle ville de Shijiazhuang à Hebei.
En 232 av. J.-C. les forces Qin se séparèrent en deux armées pour attaquer Fanwu (番吾; actuellement Xian de Lingshou, Handan, Hebei) et Langmeng (狼孟; actuellement Xian de Yangqu, Taiyuan, Shanxi), mais furent vaincus par l'armée Zhao menée par Li Mu. Huan Yi s'enfuit à Yan pour échapper au châtiment qui lui serait infligé pour sa défaite. Cependant, les forces Zhao avaient également subi de lourdes pertes et n'avaient pas d'autre choix que de se replier pour défendre leur capitale, Handan.
Au cours des deux années qui suivirent, Zhao fut frappé par deux catastrophes naturelles, un tremblement de terre et une terrible famine. En 229 av. J.-C., Qin profita de la situation et lança une attaque en tenaille depuis le nord et le sud sur la capitale de Zhao.
| Chronologie des évènements | Chronologie des évènements                                             |
| Année                      | Évènement                                                              |
| -------------------------- | ---------------------------------------------------------------------- |
| 230 av. J.-C.              | - Han fut conquis par Qin.                                             |
| 228 av. J.-C.              | - Zhao fut conquis par Qin.                                            |
| 225 av. J.-C.              | - Wei fut conquis par Qin.                                             |
| 223 av. J.-C.              | - Chu fut conquis par Qin.                                             |
| 222 av. J.-C.              | - Yan et Dai furent conquis par Qin. - Wuyue fut conquis par Qin.      |
| 221 av. J.-C.              | - Qi capitula face à Qin. - La Chine fut unifiée sous la dynastie Qin. |

Trois armées Qin embarquèrent depuis Shangdi (上地; au nord de l'actuelle province de Shaanxi), Jingxing (井陉; actuellement Xian de Jingxing, Shijiazhuang, Hebei) et Henei (河內; actuellement Xinxiang, Henan), menées respectivement par Wang Jian, Jiang Lei (羌瘣) et Yang Duanhe, pour coordonner l'attaque sur Handan. Li Mu et Sima Shang (司馬尚) prirent le commandement de l'armée Zhao.  Li Mu ordonna à ses troupes de construire des structures défensives pour éviter une confrontation directe avec l'ennemi. Les forces Qin ne purent progresser davantage et les deux camps se retrouvèrent dans une impasse.
Le royaume de Qin soudoya Guo Kai (郭開), ministre de Zhao afin qu'il sème la discorde entre le Roi Qian de Zhao (趙王遷) et Li Mu. Le roi douta de la loyauté de Li Mu et lui ordonna de confier ses responsabilités à ses adjoints, Zhao Cong (趙蔥) et Yan Ju (顏聚). Le roi se méfia encore plus de Li Mu lorsque ce dernier refusa d'obéir. Il ordonna à ses hommes de prendre Li Mu par surprise et de le capturer. Li Mu fut exécuté en prison quelque temps après, sur ordre du Roi Qian. En 228 av. J.-C., apprenant que Li Mu fut remplacé, les forces Qin attaquèrent, vainquirent l'armée Zhao et conquirent Dongyang (東陽; à l'est des Monts Taihang). Zhao Cong fut tué au combat tandis que Yan Ju s'enfuit après la défaite. Sept mois plus tard, les forces Qin occupèrent Handan et capturèrent le Roi Qian, mettant un terme à l'existence du royaume de Zhao.
Le Prince Jia, grand frère du Roi Qian, fuit Handan pour Dai (代; actuellement Xian de Yu (Hebei), Zhangjiakou, Hebei). Une fois là-bas, avec l'aide des survivants de Zhao, il se proclama "Roi de Dai". En 222 av. J.-C., Dai fut conquis par une armée de Qin menée par le fils de Wang Jian, Wang Ben (王賁). Le Prince Jia fut capturé.

## La conquête de Yan
En 228 après la chute de Zhao, l'armée Qin menée par Wang Jian et stationnée dans le Zhongshan préparèrent un assaut sur Yan. Ju Wu (鞠武), un ministre de Yan, proposa au Roi Xi de Yan, de s'allier à Dai, Qi et Chu, de faire la paix avec les Xiongnu au nord, pour pouvoir stopper l'invasion de Qin. Cependant, le Prince Héritier Dan, pensa que la stratégie avait peu de chances d'aboutir et envoya Jing Ke, pour qu'il assassine le Roi de Qin, Ying Zheng. Jing Ke arriva à Qin, prétendant être un émissaire amenant avec lui une carte de Dukang ainsi que la tête de Fan Wuji, un général qui avait trahi Qin. Jing Ke échoua et mourut en tentant d'assassiner Ying Zheng.
En 226 av. J.-C., Ying Zheng invoqua la tentative d'assassinat comme raison et ordonna à Wang Jian de mener une armée pour attaquer Yan, avec Meng Wu (蒙武) comme adjoint. L'armée Qin triompha de l'armée Yan ainsi que de leurs renforts venus de Dai sur la rive orientale du Yi (易水) et conquirent Ji (薊; actuellement Pékin), la capitale du Royaume de Yan. Le Roi Xi de Yan et son fils, le Prince Héritier Dan firent replier leurs troupes vers la Péninsule du Liaodong. Une armée Qin menée par Li Xin (李信) pourchassa les forces Yan en repli jusqu'à la rivière Yan (衍水; actuellement, rivière Hun, Liaoning), où il affronta les forces Yan, détruisant la majeure partie de l'armée Yan. Le Roi Xi ordonna par la suite l'exécution de son fils, le Prince Héritier Dan et envoya sa tête à Qin comme "excuse" pour la tentative d'assassinat. Qin accepta l'offre et n'attaqua pas Yan pour les trois années qui suivirent.
En 222 av. J.-C., une armée de Qin menée par Wang Ben (王賁) rejoint celle de Li Xin et envahit Liaodong, détruisit ce qui restait des forces de Yan et captura le Roi Xi, mettant un terme à l'existence du Royaume de Yan. Les territoires appartenant précédemment à Yan furent séparés et réorganisés pour former les commanderies de Yuyang (漁陽), Beiping (北平), Liaoxi (遼西) et Liaodong (遼東) au sein de l'Empire Qin.

## La conquête de Wei
En 225 av. J.-C., une armée Qin de 600 000 homme menée par Wang Ben (王賁) conquit plus de dix villes à la frontière nord de Chu, comme mesure de précaution pour se prémunir d'attaques sur les flancs par Chu, pendant l'invasion de Wei par Qin. Wang Ben mena ses troupes vers le nord pour assiéger Daliang (大梁; au nord-ouest de l'actuelle Kaifeng, Henan), la capitale du Royaume de Wei. Daliang se situait au croisement des rivières Sui et Ying, ainsi que de la rivière Honggou (鴻溝), lui conférant un avantage défensif naturel du fait de sa position. De plus, les douves encerclant Daliang était particulièrement larges et les cinq portes de la ville possédaient toutes un pont-levis. Toutes ces défenses rendirent l'invasion de la ville par Qin beaucoup plus difficile. Les troupes Wei profitèrent de l'occasion pour renforcer leurs fortifications et leurs défenses.
Wang Ben eut l'idée de rediriger les eaux du Fleuve Jaune et de la rivière Honggou pour inonder Daliang. Les troupes de Wang Ben travaillèrent pendant trois mois pour rediriger le courant tout en maintenant le siège sur Daliang. Le plan fut un succès. Daliang subit une terrible inondation, causant plus de 100 000 victimes, y compris des civils. Le Roi Jia de Wei (魏王假) se rendit et Wei passa sous le contrôle de Qin. Qin établit la commanderie de Dang (碭) et de Sishui (泗水) avec les anciens territoires Wei.

## La conquête de Chu
En 224 av. J.-C., Ying Zheng convoqua ses sujets pour discuter avec eux du plan d'invasion de Chu. Wang Jian expliqua qu'il avait besoin d'au moins 600 000 hommes pour la campagne, tandis que Li Xin (李信) affirma que moins de 200 000 hommes suffiraient. Ying Zheng rejeta l'idée de Wang Jian et ordonna à Li Xin et Meng Tian (蒙恬) de mener une armée d'environ 200 000 hommes pour attaquer Chu. Wang Jian se retira pour cause de maladie.
Les armées Qin remportèrent plusieurs batailles au début des hostilités. Les forces de Li Xin conquirent Pingyu (平輿; au nord de l'actuel Xian de Pingyu, Zhumadian, Henan) tandis que les forces de Meng Wu capturèrent Qinqiu (寢丘; actuellement Xian de Linquan, Fuyang, Anhui). Après avoir conquis Yan (鄢; actuellement Xian de Yanling (Henan), Xuchang, Henan), Li Xin mena son armée vers l'ouest pour rejoindre Meng Tian à Chengfu (城父; à l'est de l'actuel Xian de Baofeng, Pingdingshan, Henan). L'armée Chu menée par Xiang Yan (項燕), avait évité le combat en envoyant leur force principale pour retenir l'invasion de Qin tout en attendant une occasion pour lancer une contre-attaque. Pendant ce temps, Changping, un proche de Ying Zheng, qui descendait de la famille royale de Chu, provoqua une rébellion dans une ville précédemment conquise par Li Xin. Il se prépara également pour une attaque surprise contre Li Xin plus tard.
L'armée de Chu menée par Xiang Yan suivit secrètement Li Xin à grande vitesse pendant trois jours et trois nuits, avant de lancer l'attaque surprise. Les forces de Changping étaient juste derrière Xiang Yan et le rejoignirent pour l'attaque sur Li Xin. La majeure partie des forces de Li Xin furent détruites au cours de cette bataille.
Lorsqu'il eut vent de la défaite de Li Xin, Ying Zheng rendit personnellement visite à Wang Jian, qui s'était retiré. Ying Zheng s'excusa auprès de Wang Jian, pour ne pas avoir tenu compte de son avis à l'époque et l'invita à revenir à son service à la cour. Ying Zheng plaça Wang Jian à la tête d'une armée de 600 000 hommes, conformément à sa requête. Meng Wu fut désigné pour l'accompagner en tant qu'adjoint. Wang Jian était conscient que le roi doutait de sa loyauté car il possédait un trop grand pouvoir militaire. En conséquence, il envoyait régulièrement des messagers au roi, pour lui demander des récompenses pour sa famille, afin de diminuer sa méfiance.
En 224 av. J.-C., l'armée de Wang Jian passa par le sud de Chen (陳; actuel Xian de Huaiyang, Zhoukou, Henan) et monta le camp à Pingyu. Les forces Chu menées par Xiang Yan déployèrent toute leur force au cours d'une attaque sur le camp Qin, mais échouèrent. Wang Jian ordonna à ses hommes de défendre fermement leurs positions et de ne pas avancer plus dans le territoire Chu. Après avoir échoué à pousser l'armée Qin à attaquer, Xiang Yan ordonna la retraite et Wang Jian profita de l'occasion pour lancer une contre-attaque surprise. Les forces Qin pourchassèrent les forces Chu en repli jusqu'à Qinan (蕲南; au nord-ouest de l'actuel Xian de Qichun, Huanggang, Hubei), où Xiang Yan fut tué au cours de la bataille qui suivit.
En 223 av. J.-C., Qin lança une autre attaque sur Chu et captura Shouchun (壽春; actuellement Xian de Shou, Lu'an, Anhui), la capitale de Chu. Fuchu, le roi de Chu fut capturé et Chu fut annexé par Qin. Wang Jian et Meng Wu menèrent une armée l'année qui suivit pour attaquer la région de Wu (recouvrant les régions actuelles de Zhejiang et Jiangsu), qui était peuplée par les Baiyue, et capturèrent les descendants de la famille royale de Yue. Les territoires Wu conquis formèrent la commanderie de Kuaiji au sein l'Empire Qin.

## La conquête de Qi
En 264 av. J.-C. Tian Jian monta sur le trône de Qi sous le nom de Roi Jian de Qi. Il fut assisté par sa mère, la reine douairière, pour la gestion des affaires de l'état. Qin soudoya Hou Sheng (後勝), le premier ministre de Qi, pour qu'il dissuade le roi Jian d'aider les autres états attaqués par Qin. En 221 av. J.-C., Qi était le seul royaume à ne pas avoir encore été conquis par Qin. Qi mobilisa ses armées à sa frontière occidentale en toute hâte pour se prémunir d'une possible invasion par Qin, bien que son armée fût mal équipée et que le moral était bas.
Au cours de la même année, Ying Zheng se servit d'un refus de Qi de rencontrer un émissaire Qin comme raison pour envahir le royaume de Qi. L'armée Qin, menée par Li Xin (李信) , évita la confrontation directe avec les forces Qi stationnées à leur frontière occidentale et progressa vers le cœur du royaume de Qi en faisant un détour par le sud de Yan. Les forces Qin ne rencontrèrent que peu de résistance lors de leur progression au sein du territoire de Qi, et finirent par arriver à Linzi (au nord de l'actuelle Zibo, Shandong), la capitale du royaume de Qi. Le Roi Jian fut pris par surprise et fut convaincu par Hou Sheng de se rendre sans combattre. Les territoires appartenant à Qi furent réorganisés pour former les commanderies de Qi (齊) et de Langya (琅邪) au sein de l'Empire Qin.

## Conséquences
En 221 av. J.-C. après avoir conquis Qi, Ying Zheng se proclama "Qin Shi Huang" (秦始皇; littéralement, "Premier Empereur de Qin") et établit la dynastie Qin. L'Empire Qin était divisé en 36 préfectures, avec Xianyang pour capitale. Qin Shi Huang créa un état centralisé qui servira de fondation pour les futures dynasties chinoises. Bien que la dynastie Qin n'a duré que 15 ans, son influence sur l'histoire chinoise a perduré pendant de nombreux siècles.
En 209 av. J.-C., pendant le règne de Qin Er Shi (le fils et successeur de Qin Shi Huang), Chen Sheng et Wu Guang initièrent l'insurrection de Dazexiang pour renverser la dynastie Qin à cause de son gouvernement brutal et de ses politiques oppressives. Même si la révolte a été écrasée par les forces impériales, de nombreuses autres rébellions éclatèrent à travers la Chine pendant les trois années qui suivirent. Le dernier empereur Qin, Ziying, se rendit à une armée rebelle menée par Liu Bang en 206 av. J.-C., mettant un terme à la dynastie Qin. De nombreuses forces rebelles déclarèrent vouloir restaurer les royaumes précédemment conquis par Qin, et de nombreux prétendants aux trônes des anciens royaumes émergèrent. En 206 av. J.-C., Xianyang fut occupée et pillée par les forces de Xiang Yu, un descendant du général du royaume de Chu, Xiang Yan.

## Culture populaire
Les conquêtes menées par le royaume de Qin servent de cadre narratif au manga Kingdom, écrit par Yasuhisa Hara. Le manga retrace en effet la volonté du jeune roi de Qin, Ei Sei (Qin Shi Huang) et du jeune commandant Shin (Li Xin) à unifier la Chine face aux autres royaumes.